# Кастильо-и-Рада, Хосе Мария дель
Хосе Мария дель Кастильо-и-Рада (исп. José María Del Castillo y Rada; 20 декабря 1776 — 5 июня 1833) — южноамериканский юрист и политик, один из основателей независимой Колумбии.
Хосе Мария дель Кастильо родился в 1776 году в Картахена-де-Индиас в вице-королевстве Новая Гранада, его родителями были испанский эмигрант Николас дель Кастильо, сумевший войти в элиту Картахены, и Мануэла Рада де ла Торре. В молодости он переехал в Санта-Фе-де-Боготу, где обучался в Колледже Нуэстра-Сеньора-дель-Розарио. Изучив право, он стал известным адвокатом колониальных судов.
После революционных событий июля 1810 года Хосе Мария дель Кастильо стал членом Избирательной Коллегии, работа которой привела к появлению Свободного Государства Кундинамарка. Вскоре, однако, Хосе Мария дель Кастильо сменил сторону и предпочёл поддержать федералистов, выступавших за объединение провинций бывшего вице-королевства в единое государство. Он участвовал в Конгрессе Соединённых Провинций, образовавшем государство Соединённые Провинции Новой Гранады, а когда для управления страной был образован Триумвират, то Хосе Мария дель Кастильо был избран временно исполняющим обязанности вместо отсутствовавшего на момент избрания члена Триумвирата.
В ноябре 1815 года Триумвират был упразднён, а вместо него введён пост президента, который занял Камило Торрес Тенорио; Хосе Мария дель Кастильо стал председателем Конгресса Соединённых Провинций. Когда в марте 1816 года президентом стал Хосе Фернандес Мадрид, то Хосе Мария дель Кастильо стал министром обороны. Когда испанские войска ликвидировали независимость Новой Гранады, то Хосе Мария дель Кастильо, как и многие другие функционеры Соединённых Провинций, был арестован, однако в отличие от большинства прочих руководителей страны он не был казнён, смертная казнь была для него заменена тюремным заключением.
Когда в 1821 году конгресс в Кукуте создал государство Великая Колумбия, то Хосе Мария дель Кастильо стал временным вице-президентом новой страны, вводя в жизнь новую Конституцию и законы об освобождении рабов. После того, как прошли выборы, и президентом страны был избран Боливар, а вице-президентом — Сантандер, то Хосе Мария дель Кастильо стал министром финансов.
В 1828 году в условиях развала системы управления в стране Боливар ввёл диктатуру и ликвидировал пост вице-президента. Когда Боливар отправился в военный поход на юг, то для управления страной он оставил Государственный совет, председателем которого назначил Хосе Мария дель Кастильо.
После смерти Боливара и распада Великой Колумбии Хосе Мария дель Кастильо ушёл из политики и стал преподавателем колледжа Нуэстра-Сеньора-дель-Розарио, а затем стал его ректором.